# Répression politique en Espagne
Vous pouvez aider à l'améliorer ou bien discuter des problèmes sur sa page de discussion.
- Il peut contenir un travail inédit ou des déclarations non vérifiées. Vous pouvez l’améliorer en ajoutant des références. (Marqué depuis novembre 2022)

Vous pouvez aider à l'améliorer ou bien discuter des problèmes sur sa page de discussion.
- Il ne cite pas suffisamment ses sources. Vous pouvez indiquer les passages à sourcer avec {{référence nécessaire}} ou {{Référence souhaitée}}, et inclure les références utiles en les liant aux notes de bas de page. (Marqué depuis février 2024)
- Son texte doit être wikifié : il ne correspond pas à la mise en forme Wikipédia (style, typographie, liens internes, liens entre les wikis, etc.). (Marqué depuis novembre 2021)
- Il semble faire la promotion d'une idée ou d'une idéologie. Le texte doit adopter un ton neutre et encyclopédique. (Marqué depuis novembre 2022)
- La traduction doit être revue. Le contenu est difficilement compréhensible à cause d’erreurs de traduction, peut-être dues à l’utilisation d’un logiciel de traduction automatique. (Marqué depuis février 2024)
- La traduction est incomplète. (Marqué depuis février 2024)
- Il est orphelin : moins de trois articles lui sont liés. Aidez à ajouter des liens en plaçant le code [[Répression politique en Espagne]] dans les articles relatifs au sujet. (Marqué depuis novembre 2021)
- Le résumé introductif est trop court. En l'état, il ne respecte pas les recommandations. Vous pouvez l'améliorer en le développant. (Marqué depuis novembre 2022)

- Archive Wikiwix
- Bing
- Cairn
- DuckDuckGo
- E. Universalis
- Gallica
- Google
- G. Books
- G. News
- G. Scholar
- Persée
- Qwant
- (zh) Baidu
- (ru) Yandex
- (wd) trouver des œuvres sur Wikidata

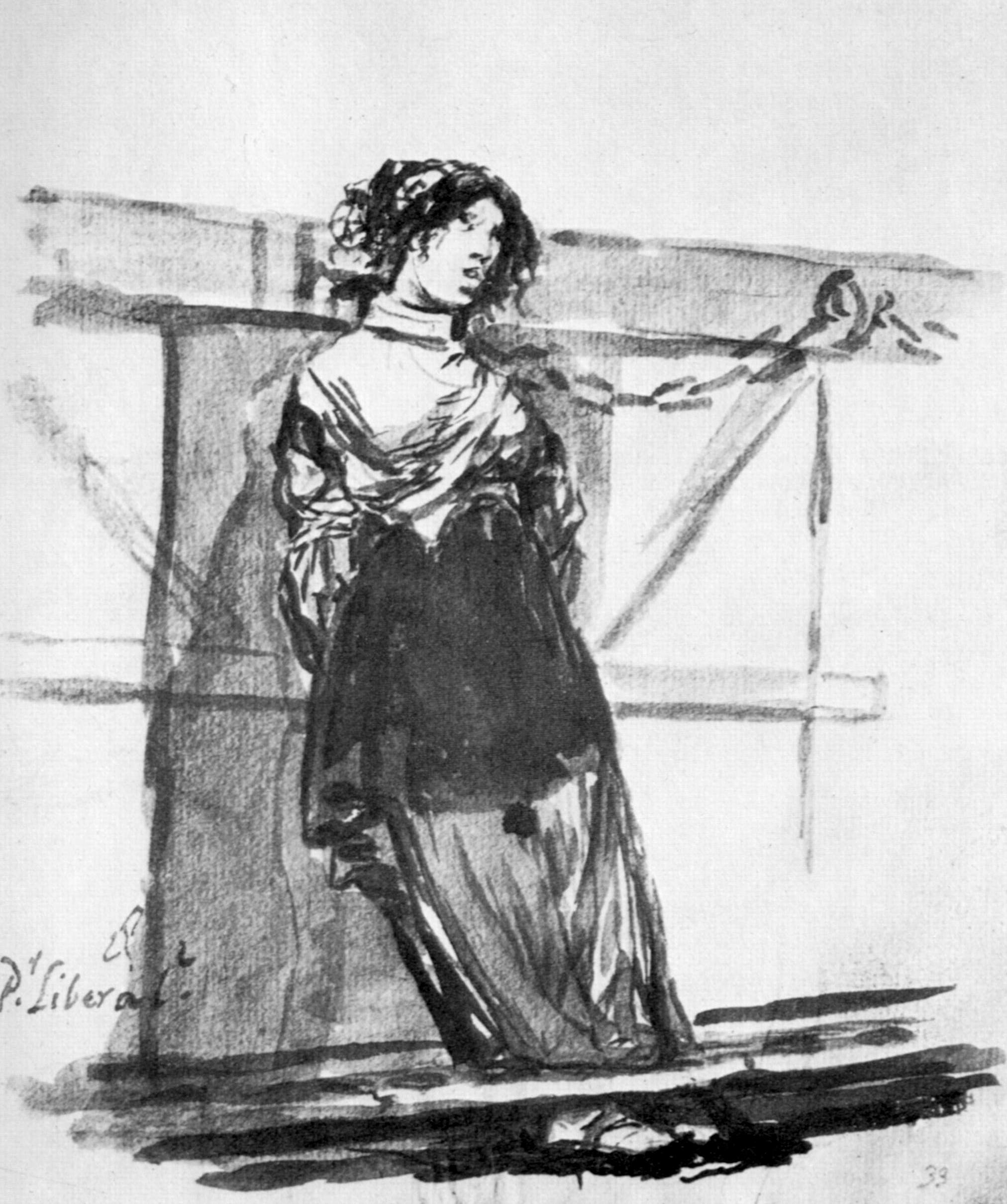
Dessin de Francisco de Goya (de date incertaine, entre 1803 et 1824).

La répression politique et sociale est la négation de la liberté de réaliser des activités politiques et sociales à une partie de la population par les autorités publiques. Elle s'accompagne habituellement de violence, légale ou informelle. La force de l'exemple de celui qui subit cette violence est telle que, par crainte, le reste de la société restreint d'elle-même l'exercice de la liberté, ainsi annulée pour tous, hormis pour le pouvoir et ceux auxquels bénéficie la répression.

## Histoire

### Règne de Ferdinand VII (1814–1833)
En nous limitant à l'ère contemporaine (il n'est pas usuel de parler de répression politique avant que s'implante, au moins en tant qu'idéal, le principe de respect de l'exercice des libertés comme avec la Constitution de Cadix de 1812), la fin de la Guerre d'indépendance espagnole (qui ne cessait pas d'être un exemple d'intolérance politique) a marqué le début d'une féroce répression de la part de Fernando VII des libéraux, répétée au cours de la décennie abominable (1823-1833).

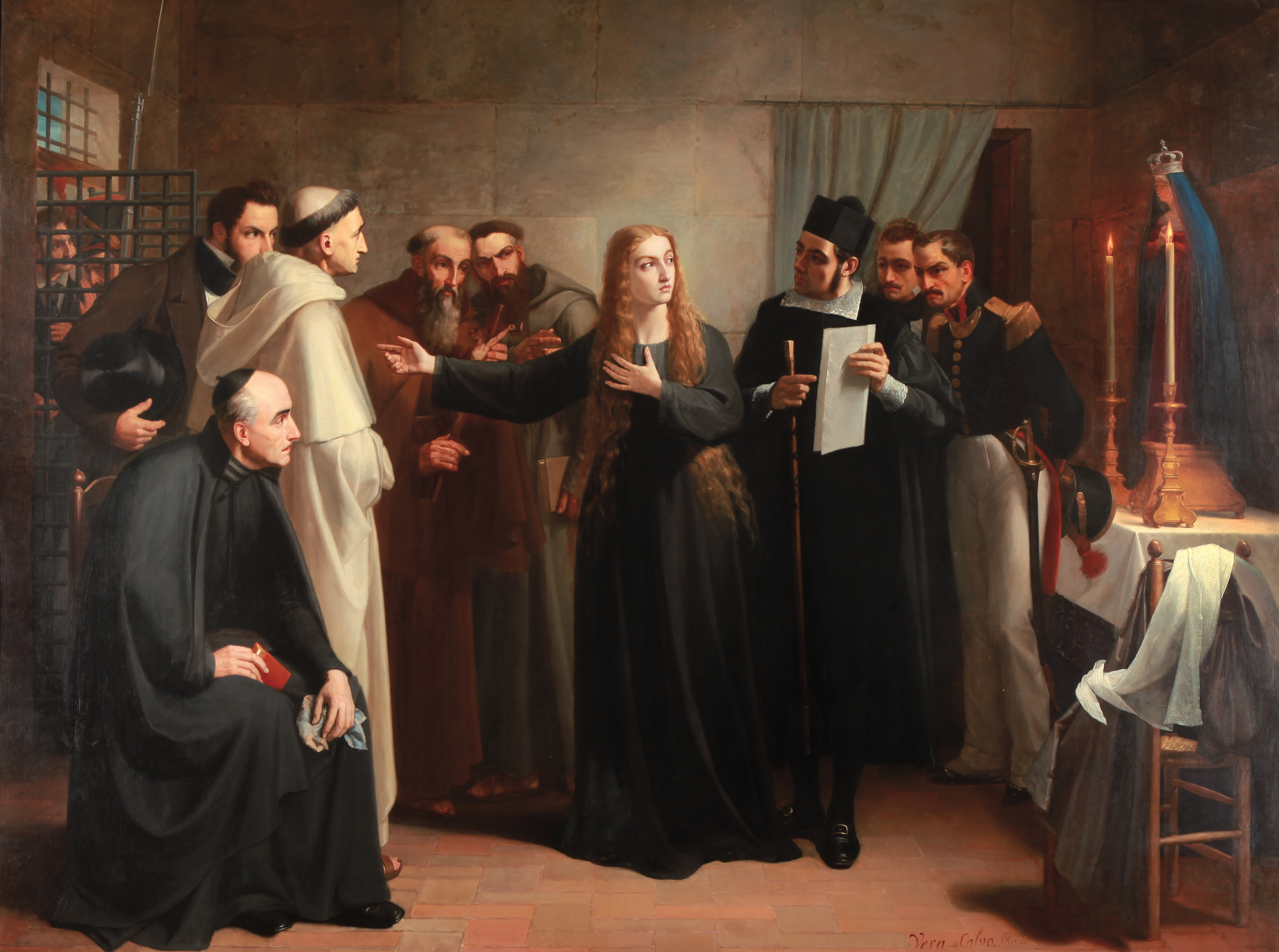
Mariana Pineda dans la chapelle par Juan Antonio Vera Calvo, 1862, Chambre des députés.

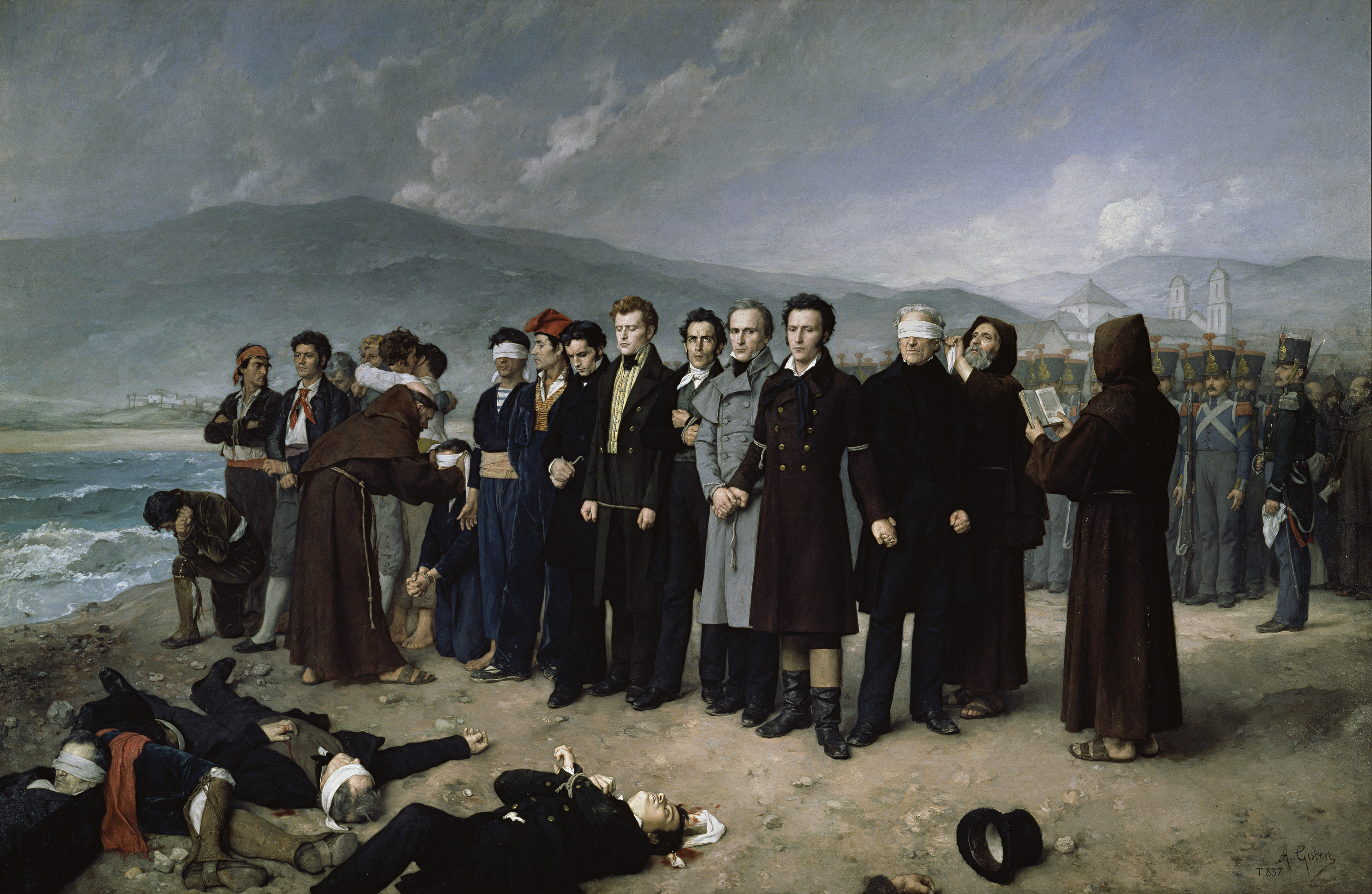
Exécution de Torrijos et ses compagnons sur les plages de Málaga 1831, d'Antonio Gisbert

Nous pouvons considérer cette époque comme le début des formes contemporaines de répression politique, alors même que disparaît l'instrument traditionnel de l'Inquisition au profit d'une police créée en 1824 ; et que surgissent d'autres figures associées à la répression : les martyrs romantiques (Rafael del Riego ou, surtout, Mariana Pineda) et l'exil.

### Règne d'Isabelle II (1833–1868)
Le retour des libéraux (depuis l'amnistie de 1830) et leur accès au gouvernement avec Isabel II ne signifie pas que toutes les libertés étaient établies en Espagne. Les constitutions mêmes, depuis l'Estatuto Real, représentèrent un recul face aux définitions classiques de la Constitution de Cadix. Cependant, la liberté religieuse est possible bien que restreinte ; la liberté de la presse (des centaines de publications périodiques fleurirent, soumises à une censure variable); la liberté d'association pour les partis politiques, mais pas pour les syndicats, des atteintes à la liberté économique, recherchée à travers des changements dans le droit de propriété.
La Première Guerre carliste a marqué la période avec une violence politique généralisée, parfois avec des représailles sauvages contre les proches des ennemis (notamment dans la région du Maestrazgo) ou par l'usage de moyens importants pour finir avec une révolte, tels que le bombardement de Barcelone en 1842 (la phrase "Pour gouverner l'Espagne, il faut bombarder Barcelone tous les cinquante ans" est attribuée à Espartero). Un nouveau type de mouvement social, lié à la déchristianisation, apparaît avec l'incendie de couvents (tuerie de moines à Madrid en 1834 et émeutes anticléricales de 1835).
Bien qu'ils soient opposés aux carlistes, l'alternance dans le gouvernement de groupes libéraux modérés et progressistes ne s'est pas faite pacifiquement, mais moyennant des pronunciamientos militaires, après lesquels avait lieu l'épuration des appareils de l'état pour s'assurer de leur fidélité. Les tertulias des cafés de Madrid se remplissaient de cesantes, en attente d'une nouvelle occasion. Certains, tels que Ramón María Narváez furent renommé pour leur répression sévère. Il se dit à son sujet que, dans son lit de mort, il répondit au prêtre qui lui demandait s'il pardonnait à ses ennemis, "je n'ai pas d'ennemis, mon père, je les ai tous tués".
Les faits les plus violents ont eu lieu à la fin du règne d'Isabel II, avec la tuerie des étudiants de la nuit de San Daniel (10 avril 1865) et l'exécution des sergents de la caserne de San Gil (soulevés le 22 juin 1866).
L'ordre public des villes appartenait en théorie à une institution révolutionnaire : la Milice nationale, utilisée par les progressistes comme force d'encadrement de sa base sociale, la basse bourgeoisie. Elle a été dissoute par le gouvernement modéré qui crée en octobre 1844) le principal appareil de la répression sociale : la Garde civile, sous la direction du Duc de Ahumada. L'institution a été conçue comme un corps militaire déployé sur tout le territoire, dont la fonction est de maintenir l'ordre public dans les zones rurales et de défendre la propriété privée qui finissait aussi de naître avec le désamortissement.

### Restauration des Bourbons (1875–1931)
La Restauration, qui naît avec le pronunciamiento de Martínez Campos et prend fin avec la troisième et dernière guerre carliste, inaugure un système politique basé sur l'alternance pacifique entre deux partis dynastiques (conservateur et progressiste) qui ferment la possibilité d'arriver au pouvoir à d'autres partis. Les groupes non dynastiques, sans être interdits, restent dans la pratique en dehors de la vie politique, soumis à l'oligarchie et au caciquisme, tel que le définit Joaquín Costa. Le mouvement ouvrier dans les zones industrialisées (notamment en Catalogne) et l'agitation paysanne en Andalousie commencent à être perçus comme une menace réelle, bien que leur importance ait été exagérée afin de les faire apparaître comme violents (comme c'est le cas de la Main Noire).
La période de 1898 à 1923, connue comme la crise de la Restauration, a permis un temps d'ouverture politique du système et une augmentation des conflits sociaux, ce à quoi s'ajoutent des attentats terroristes qui allaient du magnicide (Antonio Cánovas del Castillo, Eduardo Dato Iradier) au pistolérisme patronal et syndical de la Barcelone des années de plomb. La Semaine tragique de Barcelone et la crise sociale de 1917 ont été des moments importants, lors desquels il a été fait appel à l'armée dans la répression. La répression quotidienne se nourrissait[pas clair] dans les groupes ouvriers socialistes et surtout anarchistes (symbolisés par Francisco Ferrer Garde, accusé de liens avec l'attentat contre Alphonse XIII et la Semaine Tragique).

#### Dictatures de Primo de Rivera et de Berenguer (1923–1931)
La dictature de Primo de Rivera supprima la constitution, le parlement et les activités syndicales (notamment les anarchistes) et quelques intellectuels et conspirateurs républicains furent contraints à l'exil. Sa conception politique est vaguement corporatiste, imitant le fascisme italien, mais sans son appareil d'encadrement et de contrôle social. À part cela, il n'y a pas eu un degré de violence répressive spécifique. Pour plaisanter, à la brève période postérieure à la sortie du dictateur (lors des gouvernements présidés par le général Dámaso Berenguer et l'amiral Aznar-Cabañas), elle fut surnommée la Dictablanda. La dictature était arrivée sans grande opposition et prit fin pacifiquement, en consentant aux élections municipales de 1931, mais pas sans une effusion de sang préalable, lors de la répression du soulèvement de Jaca. Les capitaines républicains fusillés, Fermín Galán et Angel García Hernández, seront présentés comme des martyrs de la République.

### Seconde République espagnole (1931–1936)
La Seconde République espagnole prétend instaurer un État de Droit, démocratique et avec des engagements sociaux, comme cela se conçoit dans l'Europe de l'entre-deux-guerres et dont le modèle est la Constitution de la république de Weimar. La Constitution de 1931 le réussit en théorie, mais la pratique est très différente. Harcelés depuis le début par la possibilité d'une rébellion militaire (telle que celle tentée par le Général José Sanjurjo) et la possibilité d'une révolution sociale (par les anarchistes de la CNT et de la FAI et par des socialistes avec Largo Caballero, le Lénine espagnol, à sa tête), les premiers gouvernements républicains craignent de donner des preuves de faiblesse, ce qui conduit à des violences répressives telles que le massacre de Casas Viejas en 1933, clef de la chute de Manuel Azaña.
L'instrument pour l'ordre public duquel se dote la République en modifiant le corps de police antérieure est la Garde d'assaut, qui a peu de prestige auprès de l'opinion publique en raison de ce scandale.
Durant le gouvernement du Parti radical d'Alejandro Lerroux, les changements sociaux de la première phase républicaine sont freinés, ce qui produit un mécontent social qui s'accentue avec l'entrée de la CÈDE dans le gouvernement, perçue comme un parti similaire aux fascismes européens, en ayant pour exemple l'austrofascisme d'Engelbert Dollfuss en Autriche. La révolution de 1934 est facilement contenue dans toute l'Espagne hormis la révolte des Asturies où le soulèvement du bassin houiller (es) est réprimé par l'armée d'Afrique dirigée par Francisco Franco. La demande d'amnistie pour les milliers d'incarcérés contribuera à la formation du Front populaire espagnol. Les élections de février 1936 marquent un crescendo de violence, attentats et affrontements dans les rues qui finissent avec les assassinats : le lieutenant de la Garde d'assaut José del Castillo Sáenz de Tejada est tué par des activistes d'extrême droite, le 12 juillet, et le député de droite José Calvo Sotelo par les collègues du premier, le 13 juillet.

### Guerre civile espagnole (1936–1939)
Pendant la Guerre Civile, la répression a été très violente entre les deux partis. Dans le parti républicain contre les religieux, les propriétaires, les chefs d'entreprise et les hommes politiques de droite, sans être coordonnée étant donné l'atomisation des forces politiques et sociales qui le formaient et le manque d'autorité du Gouvernement;  dans le parti national contre les syndicalistes, les intellectuels, les maçons, les hommes politiques républicains, de gauche et les nationalistes périphériques, avec une meilleure coordination et plus d'efficacité.
Le débat historiographique sur les chiffres de la répression pendant la guerre et l'après-guerre demeure brûlant. Il se poursuit au sujet de la possibilité ou non de déterrer Federico García Lorca et d'autres. Ce qui s'est appelé la Récupération de la mémoire historique fait encore l'objet dans l'actualité de débats médiatiques et parlementaires (Loi sur la mémoire historique, présentée par le Gouvernement en 2006 et approuvée par le Parlement en 2007).

### Dictature de Francisco Franco (1939–1975)
L'état de guerre dans le parti républicain n'a pas été déclaré jusqu'à ce que celle-ci soit presque perdue, pour éviter de donner un rôle majeur aux militaires, tandis que, dans le parti national, il a été prolongé jusqu'aux années 1940 (justifié par la Seconde Guerre mondiale et les maquis). Cette circonstance explique que, sous le franquisme, l'armée, à travers ses unités (parmi lesquelles la Garde civile) et des tribunaux militaires a été, depuis la guerre civile, l'institution chargée de la répression. Les membres du Mouvement National (qui pouvait être perçue comme une organisation paramilitaire) pouvaient eux aussi se consacrer ponctuellement à des actions violentes, comme l'avait fait la Phalange espagnole de la République (celle de la dialectique des poings et des pistolets de José Antonio Primo de Rivera) en émulation avec les groupes de gauche.
Depuis 1939, pendant la première étape du franquisme, la condition d'État totalitaire faisait de n'importe quelle activité politique en dehors de la FET et des JONS ou syndicale en dehors de l'Organisation Syndicale Espagnole un acte d'opposition au franquisme, et sujette à la Loi de répression de la Maçonnerie et du Communisme. La conspiration judéo-maçonnique-communiste-internationale était une des obsessions personnelles de Franco, qu'il croyait responsable de tous les échecs historiques de la nation espagnole depuis Felipe II, et bien entendu, de la Guerre Civile. La solution était de soumettre à une répression sévère tout ce qui semblait anti-espagnol. Des camps de concentration, des condamnations à mort exécutées ou commuées en de longues condamnations de prison, des travaux forcés, ont été la peine de milliers de républicains capturés après la guerre. L'exil républicain, incluant celui de ceux qui ont fui lors du dénommé exil intérieur des perdants qui menaient une vie obscure en Espagne, est l'autre visage de la répression.
Les tribunaux militaires établissent jurisprudence dans la répression et tous ceux qui se sont opposés à la rébellion militaire de Franco étaient, paradoxalement, inculpés du délit de rébellion militaire. Avec la Loi sur les Responsabilités Politiques du 29 février 1939, s'élargit le spectre des délits. Par la Loi du 2 mars 1940 est créé un Tribunal spécial pour la répression de la maçonnerie et du communisme avec l'objectif de réprimer les organisations d'opposition au franquisme. En 1944, d'autres délits sont inclus dans le Code Pénal, tels que la grève, l'association illégale, la propagande illégale et la réunion illégale. Avec la fin de la guerre commence une répression qui atteindra à son apogée des milliers d'exécutions.
Sous l'égide de l'État National de Franco, il y a eu une institutionnalisation de la répression, pour laquelle ont été créées deux institutions principales : le Tribunal d'ordre public (TOP), et la Brigade Politique Sociale.
Les délits politiques et syndicaux qui avaient été jugés par des Tribunaux Militaires ou par des juridictions spéciales ont commencé à l'être par le Tribunal d'ordre public (TOP) en décembre 1963, lequel devient le principal instrument répressif de l'activité syndicale et politique de l'étape finale de la dictature, persistant jusqu'au 4 janvier 1977.
La Brigade Politique Sociale, outre les services d'intelligence militaire, faisait partie d'un système d'information et de répression encadré dans une police renouvelée comme le Corps Général de Police, et avec la collaboration essentielle de la Police Armée (appelés gris pour la couleur de leur uniforme et qui étaient les plus visibles dans la rue).
La Garde civile, dont le rôle dans la proclamation de la République a été de soutenir les nouvelles autorités (le Général Sanjurjo, qui commença à conspirer contre elles après de graves incidents provoqués par des gardes civiles), pendant le soulèvement militaire qui marque le début de la Guerre Civile, ne s'était pas montré comme un corps spécialement identifié au parti national. Elle a été dissoute dans le camp républicain et il était aussi envisagé de la dissoudre par Franco. Cependant, elle a été présentée dans l'Espagne franquiste comme l'un des principaux signaux d'identité, et a efficacement complété le schéma répressif avec son traditionnel déploiement territorial, en étant particulièrement employée dans les actions contre les maquis (mandat de Camilo Alonso Vega entre 1943 et 1955),. Prêtres, gardes civils et maires (qui étaient à la fois les chefs locaux du Mouvement) avaient l'habitude de se coordonner pour émettre des certificats d'adhésion au Mouvement National, de bonnes habitudes, et exerçaient le contrôle sur la population, surtout dans les zones rurales.
L'adoucissement de la répression, qui s'est produit tout au long des quarante années de franquisme, ne signifie pas que les activités d'opposition au franquisme cessent de produire des arrestations, des tortures, des condamnations de prison et des mises à l'écart de la vie publique qui pouvaient être considérées comme des morts civiles. Quant aux véritables peines de mort, elles furent prononcées jusqu'aux derniers conseils des ministres.

### Règne de Juan Carlos Ier (1975–2014)

#### Transition démocratique (1975–1982)
Durant la Transition démocratique espagnole, le Gouvernement a sévèrement réprimé certaines manifestations avec l'aide de la Police Armée et de la Garde civile. En 1976, a eu lieu la tuerie du 3 mars à Vitoria lorsque la Police Armée a évacué de force une assemblée de travailleurs en grève, blessant par balle plus de 150 personnes et tuant 5 travailleurs. Au Pays basque et en Navarre, les manifestations pour l'amnistie totale ont aussi été réprimées : pendant la semaine pro-amnistie de mai 1977, causant sept morts. Un an plus tard, durant les Sanfermines de 1978, une intervention de la Police Armée a fait plus de 150 blessés et a tué un étudiant.

## Dans l'actualité
En 2002, a été promulguée la Loi sur les Partis Politiques qui a conduit à l'illégalisation de Batasuna et de Autodeterminaziorako Bilgunea en 2003, Herritarren Zerrenda en 2004, Aukera Guztiak en 2005, Abertzale Sozialisten Batasuna en 2007, Action nationaliste basque et le Parti Communiste des terres basques en 2008, et Demokrazia Hiru Milioi (D3M) et Askatasuna en 2009.
En 2007, le gouvernement a approuvé la Loi sur la mémoire historique, qui tente de restaurer la mémoire et la dignité des victimes. Celle-ci comprend la renomination des voies publiques avec des noms franquistes, la destruction de monuments, des cartes de fosses communes et l'exhumation de cadavres, etc.
L'association Attac dénonçait en 2014 l'usage d'amendes pour avoir participé à des manifestations comme moyen d'empêcher l'expression politique moyennant la peur. Depuis 2012, plus de 1.100 amendes ont été adressées à des manifestants pour une valeur totale de plus de 200.000€. L'association a également dénoncé une augmentation des arrestations après des identifications aléatoires qui, dans certains cas, ont conduit à l'incarcération.